# Bakossibjergene
Bakossibjergene danner en bjergkæde i Cameroun. De er hjemsted for Bakossi-folket.

## Geografi
Området udgør en del af Cameroun-linjen af aktive og uddøde vulkaner i det vestlige Cameroun, der dækker omkring 230.000 km2. De ligger i regionerne Littoral og sydvest. Den højeste top er Mount Kupe som er 2.064 moh. De indeholder et stort område med tågeskov og har betydelig økologisk interesse. Klimaet er tropisk, med nedbør hele året. Den tørreste sæson varer fra november til marts med kolde nætter og varme dage. Regntiden starter i april og topper mellem slutningen af august og slutningen af oktober. Jorden er frugtbar og der kan dyrkes kaffe og kakao som handelsafgrøder.

### Dyreliv
Et område på 600 km2, der omfatter nationalparken og reservatet, er blevet udpeget som et vigtigt fugleområde (IBA) af BirdLife International, fordi det understøtter betydelige bestande af mange fuglearter. Området indeholdt engang en vigtig bestand af den truede bavianart drill; bestandens status er dog usikker, da der drives jagt på dem. Andre bemærkelsesværdige pattedyr omfatter den ligeledes truede Preuss' abe og den gigantiske odderspidsmus . Den endemiske frø Leptodactylodon wildi blev først opdaget i 1998.

## Historie
Bjergene rummer Bakossi skovreservat, et 5.517 km2 reservat oprettet i 1956. I 2000 blev hovedafsnittet af reservatet udpeget som beskyttelsesskov. Al skovhugst blev forbudt, og Kupe blev et "strengt beskyttet naturreservat". Det lokale Bakossifolk deltog i at afgrænse området. Skovreservatet rummer igen Bakossi nationalpark, oprettet ved et dekret i begyndelsen af 2008. Parken dækker 293,2 km2 og var begrundet ud fra bevarelse af en mangfoldig flora.